# Papà... è Natale - Vol. 1
Papà... è Natale è il primo album in studio del cantante napoletano Patrizio.

## Tracce
1. Papà è Natale
2. 'A cambiale
3. 'A benedizione
4. 'A miseria 'e Napule
5. 'O giocattolo
6. 'A maschera 'e ll'ammore
7. Napule puverella
8. 'A villeggiante
9. Povera cieca
10. 'O minorenne
11. Te siente importante
12. 'A santarella